# Сун Ядун
Сун Ядун (* 2 грудня 1997, Харбін, Китай) — китайський спортсмен, спеціаліст зі змішаних бойових мистецтв. Відомий тим що розпочав професійну кар'єру в 15 років.

## Кар'єра
Займатися ММА професійно розпочав у рамках китайського промоушена RUFF де приховували його справжній вік вказуючи легальних 18 років. Згодом виступав у найбільших євразійських промоушенах WLF W.A.R.S., One FC та M-1 Global
В 19 став біцем найбільшої ММА ліги світу UFC. У дебюті переміг індуса Бхарата Хандара технічним нокаутом.
В наступному поєдинку нокаутував ліктями фаворита-бразильця Філіпе Арантеса.
Отримавши в третьому бою перемогу рішенням над Вінсом Мораесом у четвертьому брутально нокаутував Алехандро Переза одним ударом кулака як контр-атака на лоу-кік.
У п'ятому поєдинку здобув першу у карєрі нічию проти Коді Стармана.
У шостому одностійним рішенням переміг Марлона Веру що викликало великі обурення у фанатів.